# Concours du plus bel homme du Canada
 (avril 2021).
 (février 2015).
Si vous disposez d'ouvrages ou d'articles de référence ou si vous connaissez des sites web de qualité traitant du thème abordé ici, merci de compléter l'article en donnant les références utiles à sa vérifiabilité et en les liant à la section « Notes et références ».
Le Gala du plus bel homme du Canada était un concours de beauté canadien actif de 1966 à 1975.

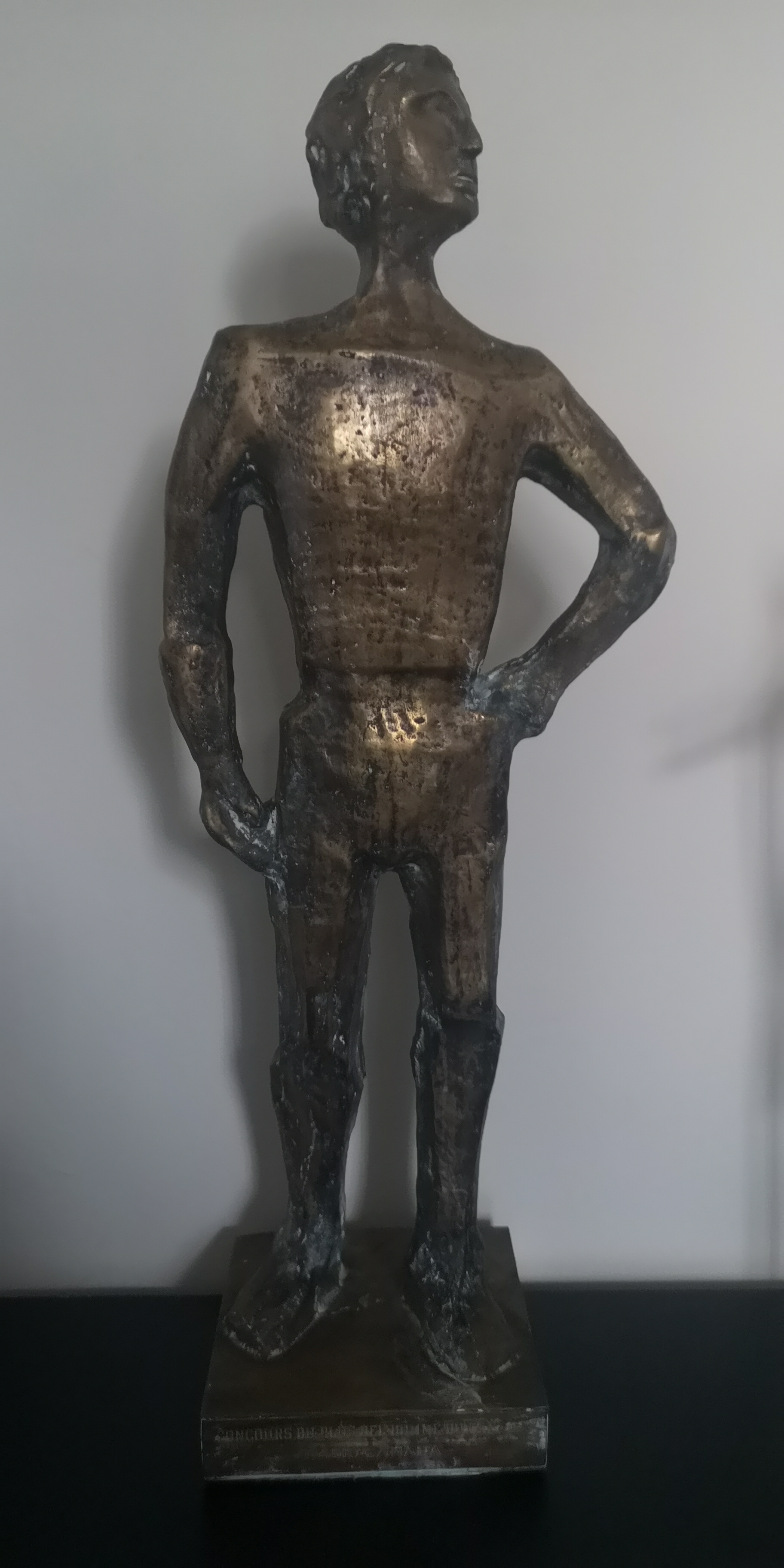
Statue telle qu'elle se trouve aujourd'hui

Le prix était remis chaque année, lors de la Saint-Valentin, par Lise Payette au plus bel homme du Canada, élu par milliers de femmes à travers le pays.
Le récipiendaire se voyait remettre une statue de bronze perpétuelle, fabriquée par un artiste inconnu.
Comédiens, animateurs, hommes politiques se partageaient les honneurs du concours. Le premier à être couronné « plus bel homme » est Jean Lesage, Premier ministre du Québec en 1966.
Après des débuts modestes dans un studio de radio en 1967, le concours a connu ses heures de gloire, lorsque le gala prend d'assaut la Place des arts, en 1975, dans une salle comble. La popularité du concours est telle que le nombre de votes passe de 10 000 la première année à 320 000 en 1975, nécessitant alors l'embauche de personnel supplémentaire à Radio-Canada pour le dépouillement des votes.

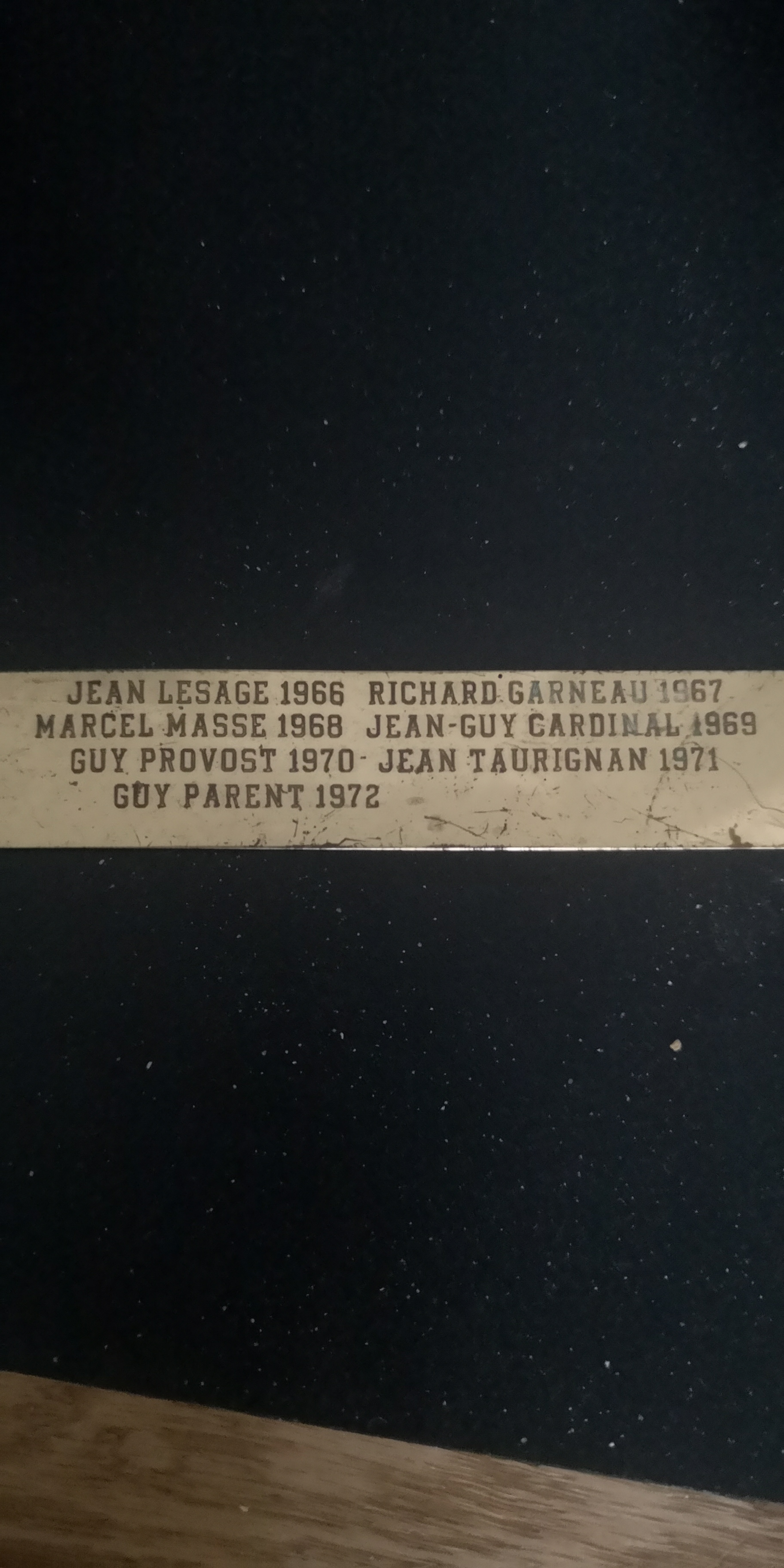

Créé en réponse aux innombrables concours de beauté féminins, le palmarès du plus bel homme se déroulait dans un esprit de bonne humeur. Évidemment, explique Lise Payette, il n'était pas question de faire défiler les hommes en maillot de bain, mais de s'amuser.
Le gala a d'abord été diffusé à la radio dans le cadre de l’émission Place aux femmes , puis dans le cadre de l'émission de télévision Appelez-moi Lise qu’anime Lise Payette.

## Lauréats
- 1966 : Jean Lesage
- 1967 : Richard Garneau
- 1968 : Marcel Masse
- 1969 : Jean-Guy Cardinal
- 1970 : Guy Provost
- 1971 : Jean Taurignan
- 1972 : Guy Parent
- 1973 : Léo Ilial (2e place à Claude Landré), (3e place à Bernard Derome).
- 1974 : Pierre Lalonde
- 1975 : Pierre Nadeau[1]

Jacques Bouchard a gagné une fois[Quand ?].
Richard Garneau l'aurait été en 1967, ce qui contredit les autres sources[pourquoi ?].